# Brachycorythis mixta
Brachycorythis mixta är en orkidéart som beskrevs av Victor Samuel Summerhayes. Brachycorythis mixta ingår i släktet Brachycorythis och familjen orkidéer. Inga underarter finns listade i Catalogue of Life.